# زهرة يسرى
زهرة يسري (23 سبتمبر 1979 -)  هي كاتبة وروائية مصرية.

## حياته
ولدت في 23 سبتمبر 1979 بمدينة الإسكندرية.

## أعمالها
لها العديد من الروايات منها:
1. كونوا أسعد حظاً منا – 1994.
2. قلل قناوى – 1995 و 1996.
3. ذكريات في الممر – 1996 و 1997.
4. قلبى خط متعرج – 1998.
5. صنع في مصر – 1999 و 2000.
6. رسائل إلى الله – 2001 و 2002.
7. ثغرة في فؤادي – 2003.
8. رضا – 2005.
9. الشيشان – 2007.
10. المقصورة رقم 9 – 2008.
11. أمريكا بروناى مصر – 2008.
12. أجنبية ولكن !! – 2008.
13. 12 ديك شركسى – 2009.